# Chianni
Chianni és un municipi situat al territori de la província de Pisa, a la regió de la Toscana (Itàlia).
Chianni limita amb els municipis de Casciana Terme, Castellina Marittima, Lajatico, Riparbella, Santa Luce i Terricciola.